# حمله انتحاری ۷ مهر ۱۳۹۶ کابل
حمله انتحاری ۷ میزان ۱۳۹۶ کابل حمله انتحاری بود که روبروی حسینیه عمومی قلعه فتح‌الله که مربوط به مردمان هزاره و شیعان کابل است رخ داد که در نتیجه آن دستکم ۶ تن کشته و ۳۳ تن دیگر زخمی شدند.

## جزئیات
حمله انتحاری ۷ میزان/مهر ۱۳۹۶ کابل حوالی ساعت ۱ و ۴۰ دقیقه به وقت محلی در روز جمعه و هنگام خروج مردم از حسینیه واقع در چهارراهی سرک/جاده هفتم قلعه فتح‌الله، پس از ادا نماز جمعه رخ داد. دو مهاجم انتحاری که خود را در نقش چوپان جا زده بودند. نیروهای امنیتی مسجد توانستند مهاجمان را شناسایی کنند اما یک مهاجم توانست خود را روبروی مسجد قبل از دستگیری منفجر کند و مهاجم دیگر توسط مردم و نیروهای امنیتی دستگیر شد.

## واکنش‌ها
- افغانستان ارگ ریاست جمهوری با انتشار اعلامیه‌ای گفت که: تروریستان که هیچ راه دیگری برای رسیدن به اهداف شان ندارند، مردم عام، اماکن مقدس و تکایا را مورد حمله قرار می‌دهند.[۶]

## مسئولیت
داعش مسئولیت حمله به این مسجد را بر عهده گرفت.